# William Fields
William Fields, né le 6 août 1929 à Forsyth (Géorgie) et mort le 20 novembre 1992 à Gainesville (Géorgie), est un rameur d'aviron américain. 

## Carrière
William Fields participe aux Jeux olympiques de 1952 à Helsinki et remporte la médaille d'or en huit, avec Frank Shakespeare, Henry Proctor, Richard Murphy, James Dunbar, Robert Detweiler, Edward Stevens, Charles Manring et Wayne Frye.